# Cayo Siesta
Siesta Key es una isla y un lugar designado por el censo ubicado en el condado de Sarasota en el estado estadounidense de Florida. En el Censo de 2010 tenía una población de 6.565 habitantes y una densidad poblacional de 727,75 personas por km².

## Geografía
Siesta Key se encuentra ubicado en las coordenadas 27°16′29″N 82°32′58″O / 27.27472, -82.54944. Según la Oficina del Censo de los Estados Unidos, Siesta Key tiene una superficie total de 9,02 km², de la cual 6,13 km² corresponden a tierra firme y (32,07%) 2,89 km² es agua.

## Demografía
Según el censo de 2010, había 6.565 personas residiendo en Siesta Key. La densidad de población era de 727,75 hab./km². De los 6.565 habitantes, Siesta Key estaba compuesto por el 97,47% blancos, el 0,29% eran afroamericanos, el 0,24% eran amerindios, el 0,75% eran asiáticos, el 0,02% eran isleños del Pacífico, el 0,2% eran de otras razas y el 1,04% pertenecían a dos o más razas. Del total de la población el 2,65% eran hispanos o latinos de cualquier raza.